# Longfeng
Koordinaten: 46° 28′ N, 125° 8′ O

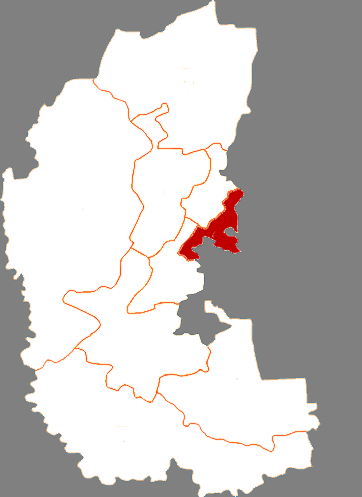
Die Lage des Stadtbezirks Longfeng in der Stadt Daqing.

Der Stadtbezirk Longfeng (chinesisch 龙凤区, Pinyin Lóngfèng Qū) ist ein Stadtbezirk in der chinesischen Provinz Heilongjiang. Er gehört zum Verwaltungsgebiet der bezirksfreien Stadt Daqing (大庆市). Longfeng hat eine Fläche von 396,2 km² und zählt 524.606 Einwohner (Stand: Zensus 2020).

## Stadtteil Wolitun
Der Stadtteil Wolitun (ca. 60.000 Einwohner) des Stadtbezirks Longfeng ist Standort eines der größten Anlagenkomplexe der Petrochemie Chinas, dem Daqing Petrochemical Complex, mit über 20.000 Mitarbeitern.
Durch einen Halt an den Bahnstrecken Harbin–Manzhouli und Harbin–Qiqihar Intercity Railway hat Wolitun Anschluss zum Schienenpersonenverkehr.

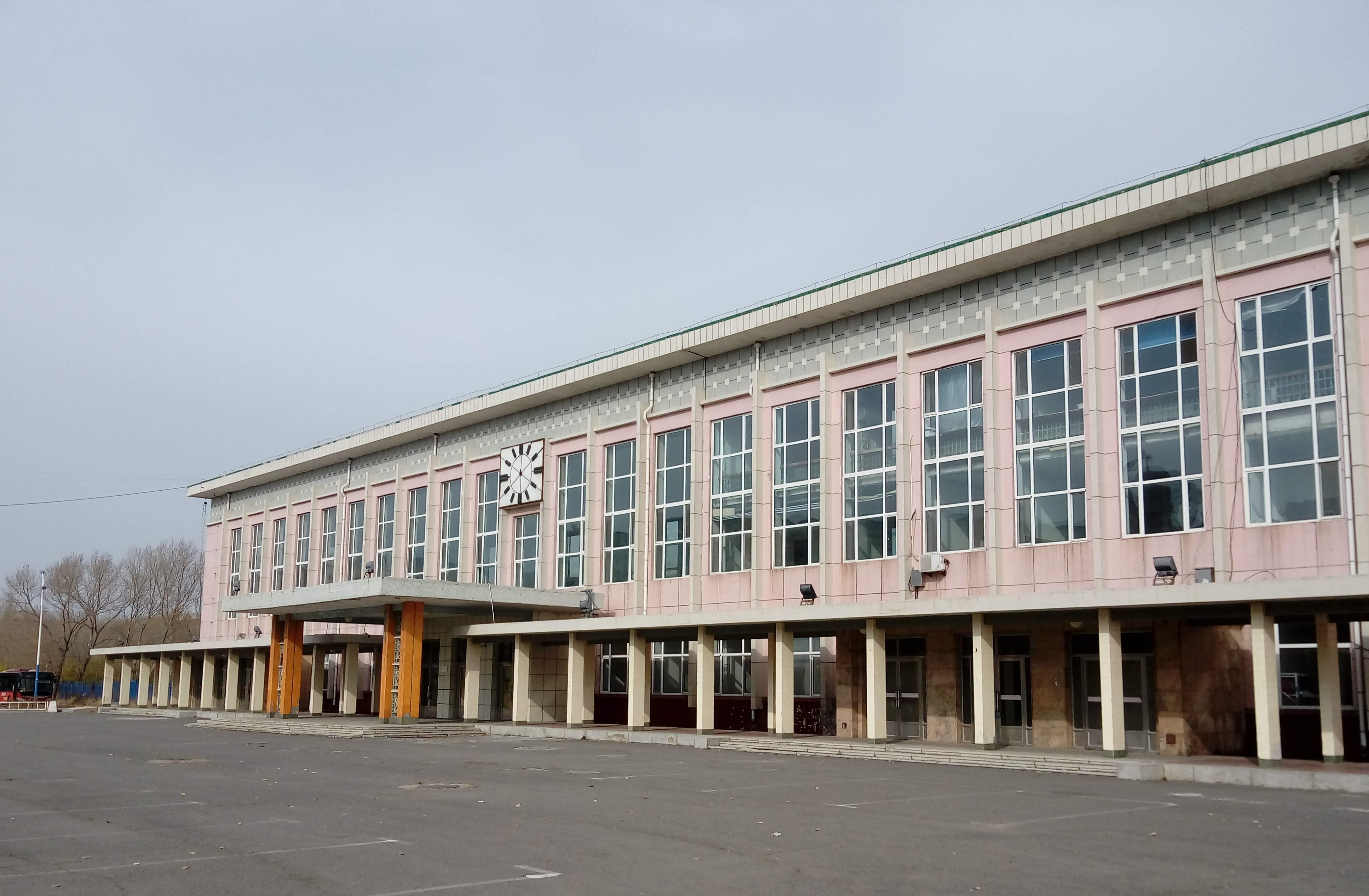
Bahnhof Wolitun